# 原雞
原雞为雞形目雉科原鸡属的鸟类，又名紅原雞、茶花雞、烛夜，現代被驯化的家雞就是源于古代原鸡。分布于中南半岛、印度、南抵印度尼西亚以及中国大陆的云南、广西、海南等地，主要生活于热带林区、板栗林、次生林、阔叶混交林、稀疏林以及灌木林。该物种的模式产地在越南南方，緬甸與印度東部。
原雞叫聲類似“茶花兩朵”，故當地人稱“茶花雞”。原雞在中國主要分佈於雲南、廣西南部及海南省等地，現在屬於中國國家二級保護動物。緬甸與印度也有分佈。
原雞的體形與家雞十分相似，只是稍小些，且飛行能力較家雞強。公雞的前驅羽毛則多黑褐色，背毛黃而帶黑紋，胸羽淺褐色，越向後色越淺。原雞的內部結構及嗚聲等也與家雞極相似，而且可以與家雞雜交繁衍后代。

## 保护
- 中国国家重点保护动物等级：二级

- 雌鳥，攝於泰國

## 亚种
- 原鸡：原產於中南半島。
  - 海南原鸡（学名：Gallus gallus jabouillei）。分布于越南以及中国大陆的云南、广西、海南等地。该物种的模式产地在越南北方东北。[3]
  - 滇南原鸡（学名：Gallus gallus spadiceus）。分布于缅甸、泰国、老挝、马来半岛、印度尼西亚以及中国大陆的云南等地。该物种的模式产地在马来半岛。[4]，這亚種被認為是家雞的真正起源。
  - 爪哇原鸡（学名：Gallus gallus bankiva）。
  - 印度原鸡（学名：Gallus gallus murghi）：原產於印度西北部。
  - 家鸡。

## 外部連結
- Malaysian Red Junglefowl （页面存档备份，存于）
- Red Junglefowl: Pure-bred v/s Cross-bred （页面存档备份，存于）

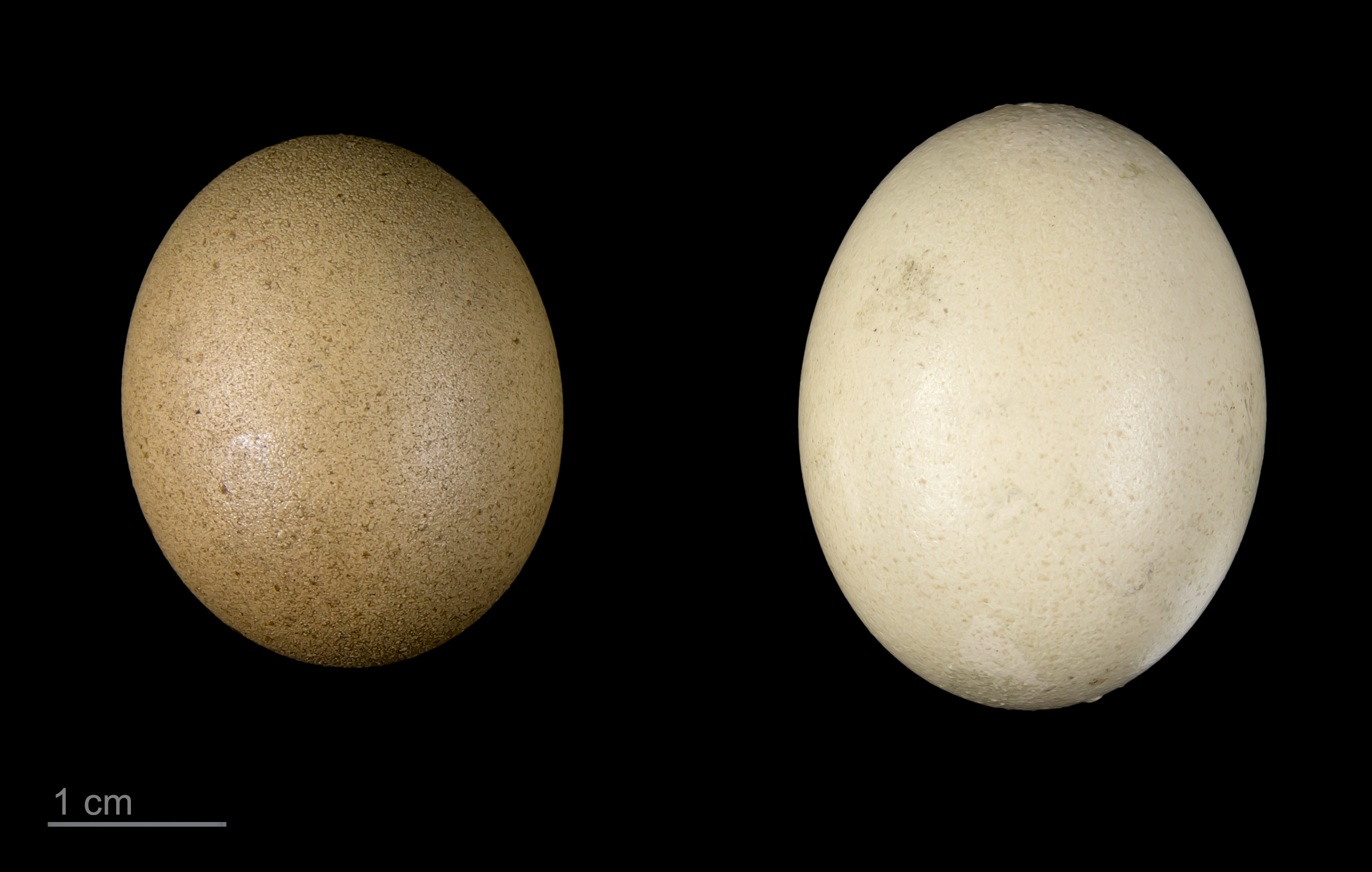
Gallus gallus

- ARKive – images and movies of the Red Junglefowl (Gallus gallus)
- BirdLife Species Factsheet （页面存档备份，存于）
- Red Junglefowl
- View the red junglefowl genome （页面存档备份，存于） in Ensembl
- 網絡生命大百科
- Jardine, Sir William. . . W.H. Lizars, and Stirling and Kenney; Longman, Rees, Orme, Brown, Green, and Longman, London; and W. Curry jun. and Company Dublin. 1834  [2021-10-29]. （原始内容存档于2021-10-31） （英语）.
- Reference guide to the four species of the genus Gallus, commonly known as junglefowl. Contains information and photographs of each of the species
- . The Economic Times. 2008-08-07  [2021-10-29]. （原始内容存档于2021-10-29）.
- 红原鸡的图片